# James D. Thornton
James D. Thornton (* 23. Januar 1953 in New Rockford/North Dakota) ist ein US-amerikanischer Euphoniumspieler, Musikpädagoge und Komponist.
Thornton erhielt, wie seine fünf Geschwister, den ersten Musikunterricht in der Band seines Vaters Donald Thornton, der Bankdirektor in Dickinson war. Er spielte dort zunächst Kornett, später auch Tuba und Euphonium. Von 1974 bis 1981 war er Mitglied der United States Marine Band in Washington, D. C., mit der er vor vier amerikanischen Präsidenten auftrat und jährliche Tourneen durch die USA unternahm. Als Solist auf der Tuba, der Posaune und dem Euphonium spielte er häufig auch eigene Kompositionen und Arrangements.
Ab 1981 studierte er an der University of Mary in Bismarck/North Dakota und erwarb dort 1986 den Grad eines Bachelor, im Folgejahr den Mastergrad. Von 1988 bis 1992 gab er Instrumentalunterricht an den Hazen Public Schools, danach war er bis 2000 Direktor der Bands an der Minot State University. Daneben unterrichtet er seit 1983 bei der Summer School of the Fine Arts des International Music Camp im International Peace Garden.